# Bni Lent
Bni Lent (franska: Bni Lent (CR), Bni Lent (Commune Rurale), arabiska: باب مرزوقة) är en kommun i Marocko.   Den ligger i provinsen Taza och regionen Fès-Meknès, i den nordöstra delen av landet, 240 km öster om huvudstaden Rabat. Antalet invånare är 13 678.